# Laueïta
La laueïta és un mineral de la classe dels minerals fosfats, i dins d'aquesta pertany a l'anomenat "grup de la laueïta". Va ser descoberta l'any 1954 a la localitat de Hagendorf, en l'estat de Baviera (Alemanya), sent anomenada en honor de Max von Laue, cèlebre físic alemany.

## Característiques químiques
És un fosfat simple de ferro i manganès, hidroxilat i hidratat, de fórmula Mn²⁺Fe³⁺₂(PO₄)₂(OH)₂(H₂O)₆·2H₂O. El grup de la alueíta és el de tots els fosfats i arsenats triclínics. Estructuralment és un polimorf dels minerals pseudolaueïta i stewartita.

## Formació i jaciments
És un mineral secundari que es forma en les etapes hidrotermals tardanes relacionades amb pegmatites granítiques que tenen trifilita oxidada. Sol trobar-se associat a altres minerals com: rockbridgeïta, strunzita, stewartita, pseudolaueïta, siderita o ludlamita.